# Monfalcone
Monfalcone település (friuli nyelven Monfalcon, szlovén nyelven Tržič, régi német neve Falkenberg) Olaszországban, Friuli-Venezia Giulia régióban, Gorizia megyében. Lakosainak száma 29 479 fő (2023. január 1.). Monfalcone Duino-Aurisina, Staranzano, Doberdò del Lago és Ronchi dei Legionari községekkel határos.

## Népesség
A település lakossága az elmúlt években az alábbi módon változott:
| Lakosok száma | 27 991 | 28 107 | 29 479 |
|               | 2017   | 2018   | 2023   |

## Híres szülöttjei
- Gino Paoli (1934) dalszerző-énekes
- Daniel Bradaschia labdarúgó
- Fabio Frittelli ( MO-DO ) techno és eurodance előadó és énekes